# Zusatzweiterbildung Plastische und Ästhetische Operationen
Die Zusatzweiterbildung Plastische und Ästhetische Operationen ist eine in der Musterweiterbildungsordnung der deutschen Bundesärztekammer von 2018 (MWBO) aufgeführte Zusatz-Weiterbildung in Plastischen und Ästhetischen Operationen für Fachärzte für Hals-Nasen-Ohrenheilkunde oder Mund-Kiefer-Gesichtschirurgie.

## Definition
Die Zusatz-Weiterbildung Plastische und Ästhetische Chirurgie umfasst in Ergänzung zu einer Facharztkompetenz die konstruktiven und rekonstruktiven plastischen und ästhetischen operativen Eingriffe und nicht-operativen Verfahren zur Wiederherstellung und Verbesserung der Form, Funktion und Ästhetik in der Kopf-Hals-Region.

## Mindestanforderung
Um die Zusatzbezeichnung Plastische und Ästhetische Operationen führen zu dürfen, müssen Ärztinnen und Ärzte
- über die Facharztanerkennung in Hals-Nasen-Ohren-Heilkunde oder Mund-Kiefer-Gesichtschirurgie verfügen

und zusätzlich
- 24 Monate Plastische und Ästhetische Operationen in einer zugelassenen Weiterbildungsstätten absolviert haben.[1]

Bei der Anmeldung zur Weiterbildungsprüfung müssen der zuständigen Ärztekammer sämtliche Nachweise über die erfüllten Mindestanforderungen vorgelegt werden. Dazu gehören auch die Logbuch-Dokumentationen über alle durch die MWBO vorgegebenen Inhalte der Weiterbildung.

## Inhalte der Weiterbildung
Bei der Weiterbildungsprüfung muss man darlegen können, dass man Kenntnisse, Erfahrungen und Fertigkeiten unter anderem in folgenden Bereichen erlangt hat:
- Gesichtsanalyse einschließlich ästhetischer Defizite im Gesichtsbereich
- Wiederherstellende und ästhetische Operationen
- Spezifische Inhalte für die Facharzt-Weiterbildung Hals-Nasen-Ohrenheilkunde
- Spezifische Inhalte für die Facharzt-Weiterbildung Mund-Kiefer-Gesichtschirurgie.[1]

Die Inhalte der Musterweiterbildungsordnung sind allerdings nur eine Empfehlung für die rechtsverbindlichen Weiterbildungsordnungen der Landesärztekammern, die hiervon abweichende Regelungen treffen können.